# 格洛格訥湖
47°40′51″N 11°47′50″E / 47.680800604605°N 11.797189113708°E
格洛格訥湖（德語：Gloggnersee），是德國的湖泊，位於該國東南部，由巴伐利亞州負責管轄，處於巴伐利亞前阿爾卑斯山脈，長0.1公里、寬0.05公里，面積0.003平方公里，海拔高度735米，湖岸線長度0.3公里。